# Konrad Vessler
Konrad Vessler, auch Konrad Feßler, Konrad Fesseler, Konrad Vässeler (* um 1450 in Eberhardzell; † nach 1508 vermutlich in Tübingen) war ein deutscher Kirchenjurist, Chorherr am Tübinger St.-Georg-Stift und Hochschullehrer in Basel und Tübingen. Er war zwischen 1478 und 1503 wiederholt Rektor der Universität Tübingen und wurde auch mehrere Jahre zum Richter in das seit 1500 bestehende dreiköpfige Richterkollegium des Schwäbischen Bundes gewählt.

## Leben
Der in Eberhardzell bei Biberach beheimatete Kleriker Konrad Vessler begann sein Universitätsstudium im Sommersemester 1463 an der Artistenfakultät Basel, die ihn 1464 zum Bakkalar und 1467 zum Magister promovierte und danach in den Sommersemestern 1471 und 1473 jeweils zu ihrem Dekan wählte. Von seiner Lehrtätigkeit an der Artistenfakultät Basel zeugt die Nachschrift einer Vorlesung zu den Regulae parvorum logicalium wohl aus dem Zeitraum um 1465 bis 1467. Er wird häufig mit dem im Sommersemester 1469 an der Universität Basel immatrikulierten gleichnamigen Magister und Bakkalar der Theologie aus Mindelheim verwechselt, der 1473 in Basel zum Lizentiaten des Kirchenrechts promoviert wurde. Seit 1465 ist Vessler auf Rektorstellen an verschiedenen Pfarrkirchen nachgewiesen, für die er zumeist aber Absenzgenehmigungen des Konstanzer Bischofs erhielt.

### Lehrtätigkeit in Tübingen
Als 1477 die Universität Tübingen eröffnet wurde, gehörte er zu den ersten Lehrern und Prüfern an der Artistenfakultät, wurde einer der vier Bursenrektoren, zugleich Kollegiat und Mitglied des Fakultätsrates, im Sommersemester 1478 Rektor der Universität und im Wintersemester 1479/1480 auch Dekan der Artistenfakultät. Seine steile Karriere in Tübingen förderten Kontakte an der Universität Basel besonders in der Mitte der 1460er Jahre, darunter jene mit Johannes Vergenhans alias Nauclerus, dem 1464 bis 1465 in Basel lehrenden Professor des Kirchenrechts, dem ersten Tübinger Universitätsrektor und engen Berater des württembergischen Grafen Eberhard im Bart, und auch jene mit seinem Basler Lehrer Johannes Heynlin von Stein, dem bereits 1477 angeworbenen und 1478 bis 1479 in Tübingen lehrenden Professor der Theologie. Nach 1482 wurde Vessler als zusätzliche Einkommensquelle eine Chorherrenpfründe am St.-Georg-Stift in Tübingen übertragen.
Neben seiner Lehrtätigkeit als Kollegiat an der Artistenfakultät, von der noch 1487 eine Vorlesung über die ars vetus nachgewiesen ist, nahm Vessler zunächst das Studium der Theologie auf, das er mit der Promotion zum Bakkalar beendete, danach der Rechtswissenschaft. Spätestens 1487 wurde er Lizentiat des Kirchenrechts, schließlich um 1491 Doktor des Kirchenrechts. Zwischen 1490 und 1503 wählte ihn die Tübinger Universität nach 1478 nochmals in vier weiteren halbjährlichen Wahlperioden zu ihrem Rektor (1490/91, 1497, 1502, 1502/03). Vesslers enge Verbindung zur Tübinger Juristenfakultät belegt ein Fakultätsgutachten von 1495, das er neben den drei Ordinarien der Fakultät und einem weiteren Tübinger Chorherrn mit unterzeichnet hat. Außerdem wurde er 1492 und 1493 zum Beisitzer am württembergischen Hofgericht bestellt.

### Richter am Bundesgericht des Schwäbischen Bundes
Nachdem 1500 das Bundesgericht des Schwäbischer Bund Schwäbischen Bundes auf drei Richter erweitert worden war, wurde Vessler nacheinander als Richter für die jeweils einjährigen Amtsperioden bis 1506 gewählt. 1508 erscheint er noch als Inhaber der Pfarrpfründe Schönaich. Danach verliert sich seine Spur. Dass Vessler zu den in seiner Zeit einflussreichsten Männern im Lehrbetrieb der Tübinger Universität gehörte, ist einem Gedicht des Tübinger Poetikprofessors Heinrich Bebel von 1496 zu entnehmen. Vessler behielt seinen Einfluss in der Universität auch nach Ablauf seiner letzten Amtszeit als deren Rektor im Frühjahr 1503, denn während seiner weiteren Richtertätigkeit am Bundesgericht des Schwäbischen Bundes war Tübingen der Sitz des Gerichts geblieben.